# Híd a Kwai folyón (film)

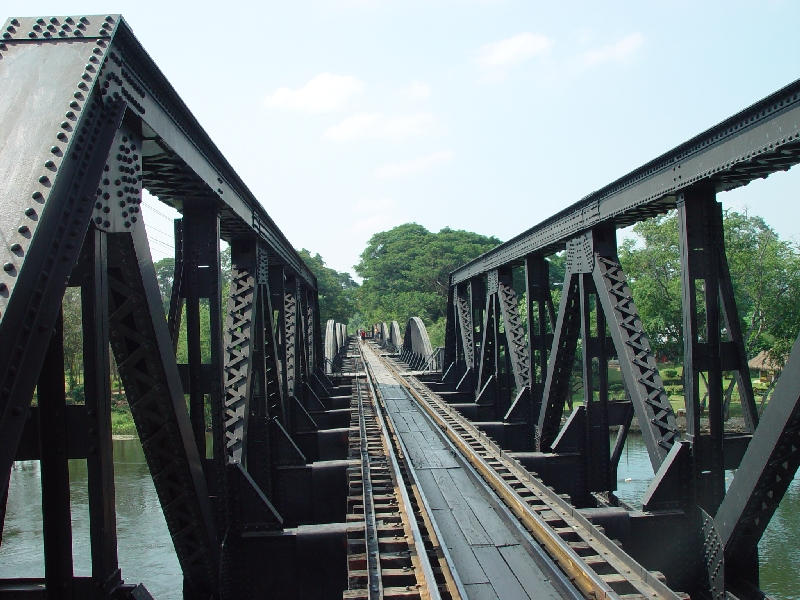
A híd a Kwai folyón, a kerek ívek eredetiek, a többit a lerombolás után építették fel

A Híd a Kwai folyón (The Bridge on the River Kwai) 1957-ben bemutatott, Pierre Boulle azonos című regényéből készült színes (technicolor) brit-amerikai film David Lean rendezésében.

## Történet
A burmai japán hadifogolytáborban Nicholson brit ezredes azt követeli a Saito ezredestől, a japán táborparancsnoktól, hogy a fogvatartók bánjanak tisztességesen embereivel, akiket a Burma-vasút építésén dolgoztatnak. Konfliktusokat és fizikai szenvedést is vállal ezért. Saito ezredes végül enged és javítja a fogoly brit katonák életkörülményeit. Cserébe Nicholson ezredes megszervezi, hogy emberei minőségi munkát végezve felépítsék a vasúti hidat az ellenség számára. Közben a táborból korábban megszökött amerikai Shears hadnagy brit katonák kíséretében elindul, hogy felrobbantsa a hidat. A tábor két részre szakad, az egyik fél építene, a másik fél rombolna. A híd az eredeti helytől távolabb elkészül, a kommandósok nagy nehézségek árán elérik a célterületet, és felszerelik a plasztikbombákat a víz alatt a támpillérekre. Az utolsó pillanatban Nicholson ezredes felfedezi a szabotázst, szembesül a brit kommandósokkal. Az önmagával meghasonlott főtiszt saját bajtársai ellen fordul.

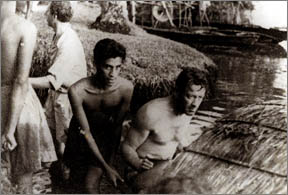
Chandran Rutnam és William Holden (Shears) a film forgatása közben

A film főszereplői: a merev és hagyománykövető Nicholson ezredes (Alec Guinness), a laza és cinikus Shears (William Holden), valamint a japán ezredes, Saito (Sessue Hayakawa).

## Szereplők
| Szereplő                  | Eredeti hang                                                                   | Magyar hang                     | Magyar hang                         |
| Szereplő                  | Eredeti hang                                                                   | 1. magyar szinkron (MTV1, 1989) | 2. magyar szinkron (InterCom, 2010) |
| ------------------------- | ------------------------------------------------------------------------------ | ------------------------------- | ----------------------------------- |
| Shears                    | William Holden                                                                 | Fülöp Zsigmond                  | Haás Vander Péter                   |
| Warden őrnagy             | Jack Hawkins                                                                   | Szilágyi Tibor                  | Sörös Sándor                        |
| Nicholson ezredes         | Alec Guinness                                                                  | Tolnai Miklós                   | Kőszegi Ákos                        |
| Saito ezredes             | Sessue Hayakawa                                                                | Szabó Ottó                      | Háda János                          |
| Clipton őrnagy            | James Donald                                                                   | Végvári Tamás                   | Stohl András                        |
| Joyce hadnagy             | Geoffrey Horne                                                                 | Rátóti Zoltán                   | Előd Álmos                          |
| Green ezredes             | André Morell                                                                   | Benkő Gyula                     | Szersén Gyula                       |
| Reeves őrnagy             | Peter Williams                                                                 | Szokolay Ottó                   | N/A                                 |
| Hughes őrnagy             | John Boxer                                                                     | Pathó István                    | N/A                                 |
| Grogan tizedes            | Percy Herbert                                                                  | Sörös Sándor                    | Holl Nándor                         |
| Baker közlegény           | Harold Goodwin                                                                 | Józsa Imre                      | Haagen Imre                         |
| Nővér a ceyloni kórházban | Ann Sears                                                                      | Kovács Nóra                     | Nádorfi Krisztina                   |
| Kanematsu százados        | Heihachiro Okawa                                                               | Fonyó István                    | N/A                                 |
| Miura hadnagy             | Keiichiro Katsumoto                                                            | Botár Endre                     | N/A                                 |
| Yai                       | M.R.B. Chakrabandhu                                                            | Gyukár Tibor                    | N/A                                 |
| Sziámi nő                 | Vilaiwan Seeboonreaung Ngamta Suphaphongs Javanart Punynchoti Kannikar Dowklee | –                               | –                                   |
| Törzsőrmester             | N/A                                                                            | Makay Sándor                    | N/A                                 |
| Weaver tizedes            | N/A                                                                            | Várkonyi András                 | N/A                                 |
| Jennings hadnagy          | N/A                                                                            | Varga T. József                 | N/A                                 |
| Evans                     | N/A                                                                            | Beregi Péter                    | N/A                                 |
| Chapman                   | N/A                                                                            | Koroknay Géza                   | N/A                                 |

## Colonel Bogey induló
A film egyik legismertebb eleme egy slágerré vált induló (a filmben a katonák által kórusban fütyülve):
| „Colonel Bogey March”; Frank Joseph Ricketts hadnagy alias Kenneth Alford 1914-es szerzeménye, a film világsikerű slágere a United States Coast Guard Band előadásában: |
| |
Az induló dallama:
Nálunk Vámosi János énekelte a dalt Bradányi Iván Vigyázz, ha jön a boldogság kezdetű szövegére.

## Fontosabb díjak és jelölések
Golden Globe-díj (1958)
- díj: legjobb rendező (David Lean)
- díj: legjobb színész – drámai kategória (Alec Guinness)
- díj: legjobb film – drámai kategória
- jelölés: legjobb férfi mellékszereplő (Sessue Hayakawa)

Oscar-díj (1958)
- díj: legjobb film (Sam Spiegel)
- díj: legjobb rendező (David Lean)
- díj: legjobb férfi főszereplő (Alec Guinness)
- díj: legjobb operatőr (Jack Hildyard)
- díj: legjobb adaptált forgatókönyv (Pierre Boulle, Michael Wilson, Carl Foreman)
- díj: legjobb vágás: (Peter Taylor)
- díj: legjobb filmzene: (Malcolm Arnold)
- jelölés: legjobb férfi mellékszereplő (Sessue Hayakawa)

BAFTA-díj (1958)
- díj: legjobb film
- díj: legjobb brit film
- díj: legjobb férfi főszereplő (Alec Guiness)
- díj: legjobb forgatókönyv

## Televíziós megjelenések
- 1. szinkron: MTV-1, RTL Klub, ATV, Duna
- 2. szinkron: Film Mania, AMC